# Johann Philipp von Ladenberg
Johann Philipp von Ladenberg (Magdeburg, 1769. augusztus 15. – Berlin, 1847. február 11.) porosz államférfi, Adalbert von Ladenberg apja.

## Élete
Halléban és Bonnban jogot tanult és aztán fokozatosan emelkedve, 1817-ben az akkor szervezett államkiadások ellenőrzési hivatalának igazgatója lett, de szigorú lelkiismeretessége folytán összeütközésbe jött a pénzügyminiszterrel és 1826-ban ezen hivatalt megszüntették. Ladenberg 1835-ben az állami javak és erdők főfelügyelője, két évre rá pedig titkos államminiszter lett, mely állását 1842-ben hagyta el. Tiszteletére és emlékére (1839) a porosz erdészek a Ladenberg-féle alapítványt tették, vagyontalan erdészek gyermekeinek neveltetésére.